# Nanosaurus
Nanosaurus foi um gênero de dinossauro herbívoro e bípede que viveu no fim do período Jurássico.

## Descrição
Media em torno de 1,4 metros de comprimento, 0,6 metros de altura e pesava cerca de 10 quilogramas.
Foi descoberto pelo paleontólogo norte-americano Othniel C. Marsh, daí vem o seu nome.